# Nguyễn Thị Thúy Hằng
Nguyễn Thị Thúy Hằng (sinh ngày 19 tháng 11 năm 1997) là một cầu thủ bóng đá nữ người Việt Nam hiện đang thi đấu ở vị trí tiền đạo cho Than Khoáng Sản Việt Nam và đội tuyển bóng đá nữ quốc gia Việt Nam.

## Bàn thắng quốc tế
| #  | Ngày                | Địa điểm                                                 | Đối thủ   | Bàn thắng | Kết quả | Giải đấu                                |
| -- | ------------------- | -------------------------------------------------------- | --------- | --------- | ------- | --------------------------------------- |
| 1. | 5 tháng 4 năm 2017  | Trung tâm đào tạo bóng đá trẻ Việt Nam, Hà Nội, Việt Nam | Syria     | 10–0      | 11–0    | Vòng loại Cúp bóng đá nữ châu Á 2018    |
| 2. | 5 tháng 7 năm 2018  | Sân vận động Gelora Sriwijaya, Palembang, Indonesia      | Singapore | 1–0       | 10–0    | Giải vô địch bóng đá nữ Đông Nam Á 2018 |
| 3. | 5 tháng 7 năm 2018  | Sân vận động Gelora Sriwijaya, Palembang, Indonesia      | Singapore | 5–0       | 10–0    | Giải vô địch bóng đá nữ Đông Nam Á 2018 |
| 4. | 5 tháng 7 năm 2018  | Sân vận động Gelora Sriwijaya, Palembang, Indonesia      | Singapore | 9–0       | 10–0    | Giải vô địch bóng đá nữ Đông Nam Á 2018 |
| 5. | 3 tháng 11 năm 2019 | Trung tâm đào tạo bóng đá trẻ Việt Nam, Hà Nội, Việt Nam | Ấn Độ     | 3–0       | 3–0     | Giao hữu                                |

## Danh hiệu
Than Khoáng Sản Việt Nam
- Giải bóng đá nữ Vô địch Quốc gia: 
  - Hạng ba: 2014, 2016, 2017, 2018, 2019, 2020, 2021, 2022

Đội tuyển Việt Nam
- Giải vô địch bóng đá nữ Đông Nam Á:
  - Vô địch: 2019
  - Hạng ba: 2018